# La Sagrera (Barcellona)
La Sagrera è uno dei sette quartieri che fanno parte del Distretto di Sant Andreu a Barcellona. Ha una superficie di 0,97 km² e una popolazione di 28.911 abitanti (2013).

## Etimologia
L'origine del nome risale all'XI secolo, quando i contadini di Catalogna vivevano sotto le minacce e le aggressioni dei nobili. L'abate Oliva, vedendo la necessità di proteggerli, stipula un patto con i nobili con la creazione di sagreres creando uno spazio di 30 passi intorno alle chiese in cui le persone e le merci sarebbero protetti da qualsiasi aggressione.
All'interno i contadini costruirono degli edifici chiamati sagrer. Così nacque La Sagrera, come zona protetta del popolo di San Martín de Provensals.